# O Elevador da Glória
O Elevador da Glória é o terceiro álbum da banda portuguesa Rádio Macau. O nome do disco referencia o Ascensor da Glória, o funicular mais movimentado de Lisboa. O álbum foi destinguido pela música "O Elevador da Glória" e "O Anzol", sendo as duas músicas mais conhecidas da banda. No entanto, a música foi comparada a "Just Like Heaven", de The Cure onde foi confirmado que era plágio.

## Lista de Faixas
Todas as faixas foram escritas por Pedro Malaquias e a música foi composta por Flak exceto onde foi notado, exceto 10 que é instrumental.
| N.º            | Título                           | Compositor(es)                           | Duração |  |
| 1.             | "O Elevador Da Glória"           | letras de Vitinha, música de Flak e Xana | 4:38    |  |
| 2.             | "Cidade Fantasma"                | música de Flak e Xana                    | 4:12    |  |
| 3.             | "O Holandês Voador"              | música de Flak e Xana                    | 3:06    |  |
| 4.             | "O Homem a Quem Chamaram Cavalo" |                                          | 2:36    |  |
| 5.             | "Aos Meus Amores"                | música de Flak e Xana                    | 5:17    |  |
| 6.             | "O Anzol"                        |                                          | 3:11    |  |
| 7.             | "A Luz Azul"                     |                                          | 4:38    |  |
| 8.             | "Os Kiromantes"                  |                                          | 4:39    |  |
| 9.             | "O Corsário"                     | música de Flak e Xana                    | 4:27    |  |
| 10.            | "Santa Guernica"                 |                                          | 3:56    |  |
| Duração total: | Duração total:                   | Duração total:                           | 40:44   |  |